# Premio Pulitzer 1941
Quella del 1941 fu la venticinquesima assegnazione dei Premi Pulitzer e vide il conferimento di nove premi in dieci categorie, cinque relative al mondo del giornalismo e cinque relative al mondo della letteratura e della drammaturgia, a cui fu aggiunta una menzione speciale.

## Giornalismo
- Pubblico servizio:

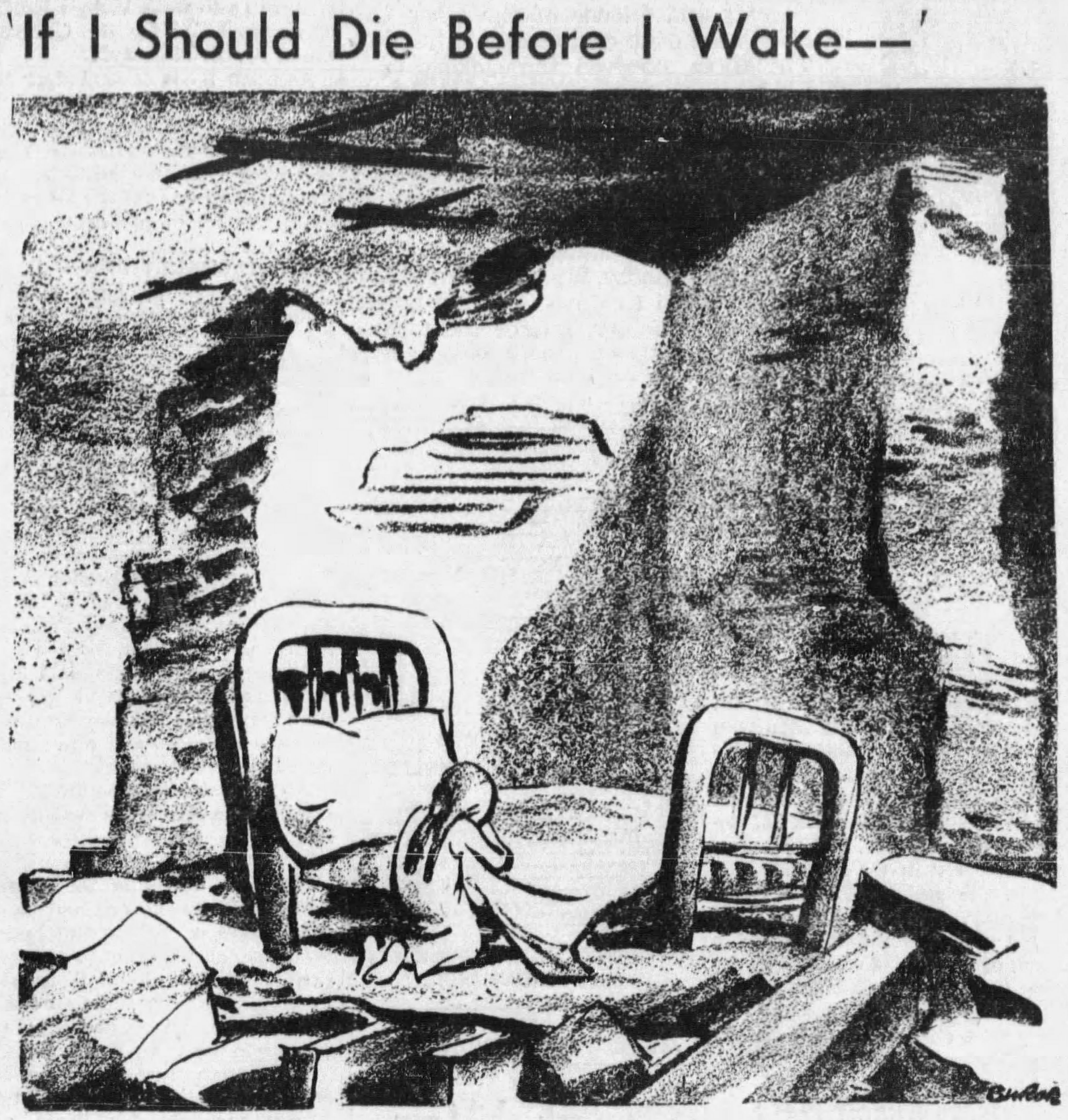
If I Should Die Before I Wake, vincitrice del premio per la miglior vignetta editoriale

  - St. Louis Post-Dispatch per la sua efficace campagna contro il fastidio del fumo in città.[2]
- Giornalismo:
  - Westbrook Pegler, del New York World-Telegram, per i suoi articoli sugli scandali nei ranghi dei sindacati che hanno portato alla denuncia e alla condanna di George Scalise.
- Corrispondenza:
  - Al posto di un premio individuale per la corrispondenza estera, i fiduciari hanno approvato la raccomandazione del comitato consultivo di realizzare una targa o una pergamena in bronzo per riconoscere e simboleggiare i servizi pubblici e i successi individuali dei giornalisti statunitensi nelle zone di guerra di Europa, Asia e Africa dall'inizio dell'attuale conflitto.
- Editoriale:
  - Reuben Maury, del New York Daily News, per i suoi eccellenti editoriali scritti nel corso dell'anno 1940.
- Vignetta editoriale:
  - Jacob Burck, del Chicago Daily Times, per la vignetta If I Should Die Before I Wake.

- Menzione speciale:
  - The New York Times, per il valore educativo dei suoi servizi sulle notizie dall'estero, esemplificato dalla loro portata, dall'eccellenza della scrittura e della presentazione, nonché dalle informazioni di base supplementari e dalle illustrazioni.

## Letteratura e drammaturgia
- Romanzo:
  - Non assegnato.
- Drammaturgia:
  - There Shall Be No Night, di Robert E. Sherwood (Scribner).
- Storia:
  - The Atlantic Migration, 1607-1860, di Marcus Lee Hansen (Harvard University Press).
- Biografie o Autobiografie:
  - Jonathan Edwards, di Ola Elizabeth Winslow (Macmillan).
- Poesia:
  - Sunderland Capture, di Leonard Bacon (Harper).